# Veroljub Stevanović
Veroljub Stevanović, cyr. Верољуб Стевановић (ur. 17 września 1946 w Kragujevacu) – serbski inżynier i polityk, długoletni burmistrz Kragujevaca.

## Życiorys
Ukończył studia na Wydziale Mechanicznym Uniwersytetu w Kragujevacu. Pracował w przedsiębiorstwach produkujących samochody, w tym w Zavodi Crvena Zastava. W 1986 objął stanowisko dyrektora fabryki z branży motoryzacyjnej.
W latach 90. zaangażował się w działalność Serbskiego Ruchu Odnowy. W 1993 został wybrany do Zgromadzenia Narodowego, w latach 90. uzyskiwał ponownie mandat poselski, a także mandat deputowanego do parlamentu federalnego. W latach 1996–2000 po raz pierwszy sprawował urząd burmistrza Kragujevaca. W rządzie przejściowym od października 2000 do stycznia 2001 pełnił funkcję ministra przemysłu. W 2004 ponownie objął stanowisko burmistrza, wybierany na nie ponownie w 2008 i w 2012. Funkcję tę pełnił do 2014.
W 2005 razem z Vojislavem Mihailoviciem opuścił SPO, zakładając Serbski Demokratyczny Ruch Odnowy. W 2008 powołał regionalne ugrupowanie Razem dla Šumadiji, z którym przyłączył się do Zjednoczonych Regionów Serbii. Po rozwiązaniu tej partii reaktywował swoje regionalne ugrupowanie. Przed wyborami w 2016 nawiązał współpracę z Partią Demokratyczną, znalazł się na jej liście wyborczej i ponownie wszedł w skład Zgromadzenia Narodowego, w którym zasiadał do 2020. W 2022 znalazł się na liście wyborczej koalicji NADA zorganizowanej wokół Demokratycznej Partii Serbii; w wyborach w tymże roku uzyskał kolejny raz mandat poselski.